# Aeretes melanopterus
Aeretes melanopterus är en gnagare i släktgruppen flygekorrar som förekommer i Kina. Arten är den enda i sitt släkte.
Djuret skiljer sig från andra flygekorrar genom en ränna i framtänderna av överkäken. För övrigt liknar arten alla andra medlemmar i samma släktgrupp. Pälsens färg är på ovansidan brun, på sidorna gulaktig och på buken grå-beige. Främre halsen är vit eller ljusgrå. Med en kroppslängd (huvud och bål) av 27,5 till 35,5 centimeter samt en svanslängd av 27,5 till 36,2 centimeter är djuret en medelstor flygekorre. Arten har 4,7 till 6,3 cm långa bakfötter och 2,1 till 4,0 cm stora öron.
Arten lever i Kina i två från varandra skilda områden. En population förekommer i norra delen av provinsen Hebei och den andra vid gränsen mellan Sichuan och Gansu. Aeretes melanopterus vistas i barrskogar och den når i bergstrakter 3000 meter över havet. Det är nästan ingenting känt om artens levnadssätt.
Aeretes melanopterus hotas av skogens förstöring och då beståndet minskar listas den av IUCN som nära hotad (Near Threatened).